# صحيفة الإمام
صحيفة النورأو صحيفة الإمام كتاب جمع فيه بيانات وخطابات المرجع الديني الإيراني الشيعي وقائد الثورة الإسلامية الإيرانية ومؤسس الجمهورية الإسلامية الإيرانية روح الله الخميني، في مختلف المناسبات سواء ماقبل الثورة أو بعدها، فتشمل خطاباته منذ عام 1962م حتى وفاته 1989 م، وقد جمعت في 22 مجلد. 

## المؤلف
روح الله مصطفى الموسوي الخميني ( خمين24 سبتمبر 1902م- طهران 3 يونيو 1989م)، عالم دين ومرجع شيعي إيراني، رجل سياسي فقيه مُفسر وفيلسوف وعارف كاتب أسس جمهورية إيران الإسلامية وقائد الثورة الإسلامية ضد حكومة محمد رضا بهلوي عام 1979 م، له العديد من المؤلفات منها كتاب الأربعون حديثا، كشف الأسرار ، الحكومة الإسلامية وولاية الفقية وغيرها. 

## محتوى الكتاب
تحتوي هذه المجموعة على الأحكام والأوامر والمضامين الأخلاقية والسياسية والاجتماعية المتنوعة والتعريف بتاريخ الثورة الإسلامية وأحداثها وماعقبها من حوادث في العشر السنوات التالية لها، في 21 جزء، والجزء الأخير 22 يضم فهارس الموضوعات والأعلام والحوادث التاريخية والآيات والأحاديث والأشعار، وعُملت فهارس الموضوعات بنحوٍ مفصل لما ورد من موضاعات في المجلدات 21.

## أهمية الصحيفة
تُعد صحيفة نور منبعاً مهماً لأحداث الثورة الإسلامية وأفكار روح الله الخميني وماصدر عنه من أحكام وأوامر في شتى المجالات، ويستخدم كمصدر أساس في تعليم آرائه وأفكاره ومواصلة ثورته وطريقه.

## ترجمة وطباعة الكتاب
لقد تبنت مؤسسة إعداد ونشر تأليفات الإمام الخميني ترجمة صحيفة الإمام إلى اللغة الإنجليزية والعربية منذ عام 2003 م، وإن ترجمة الصحيفة قد جاء تلبية لرغبة العديد والطلب المتكرر من الشعوب العربية. حيث عمل 40 شخصاً من العلماء العرب على ترجمة هذه المجموعة من اللغة الفارسية إلى اللغة العربية من أبرزهم اللبناني منير مسعود وعلي كنجيان وصادق خورشا من أبرز أستاذة جامعة الطباطبائي في فرع اللغة والأدب، وطبع وأصدر الكتاب باللغة العربية مؤسسة تنظيم ونشر آثار الإمام الخميني، والتي عملت قبل ذلك على إصدار الصحيفة بااللغة الإنجليزية.
وقد قام المؤلف محمد رضا زائري في (كتاب الثورة) بشرح افكار الخميني وتلخيص كلماته المطروحة في مجموعة صحيفة النور لهدف تشجيع القارئ على التأمل والتفكر في كلمات وأفكار الخميني تحت عنوان فرعي للكتاب (موسم الصحوة) وذلك في 420 صفحة، وعمل مكتب نشر الثقافة الإسلامية في إيران على إصداره 
تم افتتاح موقع خاص لعرض صحيفة الإمام الخميني تحت عنوان "ruhollah.info" 

## انظر ايضاً
- كتاب كشف الأسرار تأليف الخميني.
- كتاب روح التوحيد رفض عبودية غير الله تأليف علي الخامنئي.
- كتاب فلسطين في فكر الإمام خامنئي تأليف سعيد صلح ميرزائي.
- ولاية الفقيه

## وصلات خارجية
- صحيفة الإمام (تراث الإمام الخميني)